# Anna Göldin

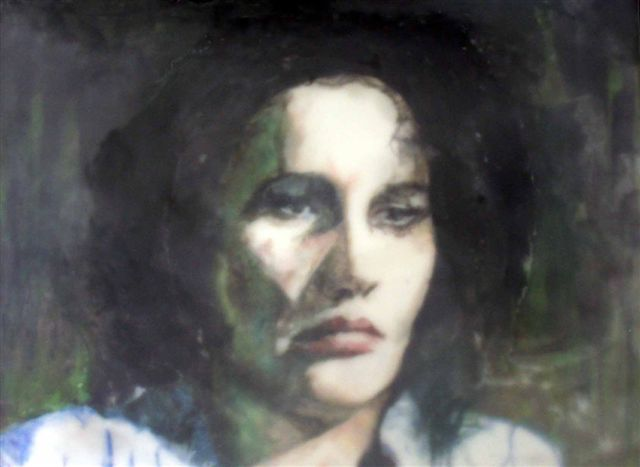
Anna Göldin en el museo del mismo nombre en Mollis, Suiza.

Anna Göldin, también conocida como Anna Göldi (Sennwald, Suiza, 1734 - Glaris, 1782) fue una sirvienta en el cantón de Glaris, en Suiza. Fue la última mujer ejecutada por brujería en Suiza el 18 de junio de 1782. Es probablemente también la penúltima en Europa: dos polacas fueron ejecutadas en 1793 por brujería.

## Historia
Nacida en Sennwald en 1734, Anna Göldin provenía de familia pobre. Con Jakob Rhodurner y más tarde con el Dr. Zwicky, tuvo en total 3 hijos, pero dos murieron al poco de nacer.
Después de algún disgusto con la justicia, entra al servicio de la familia del médico Johann Jacob Tschudi (1747-1800) y se ocupa de sus cinco hijas. Se le acusa de haber embrujado a la segunda hija, Anne-Miggeli, en ese momento de ocho años. Rumores pretendían que habían sido encontradas agujas en varias ocasiones en el cuenco de leche de la pequeña. También se encontraron agujas en el pan de Anne-Miggeli y en el cuenco de Susanna, otra hija de los Tschudi. Anne-Miggeli enfermó después de que Göldin fuera expulsada de la casa. Según los testigos, estaba como poseída con convulsiones y fiebre. Se afirmaba que la joven había expulsado una aguja ensangrentada y que nuevas agujas le salían cada día de la boca.
Acusada de practicar la magia negra sobre la niña, Göldin fue arrestada y el 21 de febrero de 1782 fue trasladada a Glaris para ser sometida a tortura, con el fin de hacerla confesar sus pactos con el diablo. El peso del testimonio de la hija de los Tschudi era abrumador a ojos de los jueces: a lo largo de una jornada, Göldin habría dado una chuchería a la niña y le habría dicho que no se lo dijera a sus padres.
El proceso fue rápido, ya que Anna Göldin no podía explicar la presencia de cuerpos extraños en el cuerpo de Anne-Miggeli. Durante ese tiempo, la salud de la hija de los Tschudi iba mejorando. Para los jueces, esta mejoría de su estado probaba que la «bruja» ya no tenía dominio sobre su víctima.
El veredicto fue censurado en parte por la prensa: el tribunal quería evitar la mención de brujería, una acusación que comenzaba a estar anticuada en la época. Algunos informes fueron destruidos y se la clasificó de envenenadora para limitar la importancia del caso.
Condenada por el tribunal de Glaris a ser decapitada, fue ejecutada el 18 de junio de 1782.

### Nota publicada en elNeue Zürcher Zeitungdel 25 de enero de 1782
El artículo apareció antes del proceso, cuando estaba siendo investigada por las autoridades, que ofrecieron una recompensa. El aviso de búsqueda describe en detalle a Anna Göldin, en los cuarenta y estatura imponente «ojos algo enfermos y grisáceos» y habla en su dialecto de Sennwald.

El meritorio Estado de Glaris, de confesión evangélica, ofrece por la presente, por el descubrimiento de Anna Göldin, descrita más abajo, una recompensa de cien coronas; además se solicita a las altas y más altas autoridades y a sus representantes oficiales a procurar toda la ayuda posible en la captura de esta persona; teniendo en cuenta que ella ha cometido un acto espantoso, por medio de la introducción de una serie de agujas y otros objetos de forma secreta y casi incomprensible, contra una pequeña niña inocente de ocho años.
Anna Göldin, de la comuna de Sennwald, perteneciente al distrito del Alto Sax y Forstegg, en la región de Zúrich, de hacia 40 años, grande y alta, cara rellena y colorada, pelo y cejas negras, ojos algo enfermos y grisáceos, habitualmente enrojecidos, de apariencia descuidada, y habla en su dialecto de Sennwald, lleva falda medianamente de color, una camisa azul con rayas y un corpiño azul, una chaqueta estampada y gris, medias blancas, sombrero negro, debajo una cofia blanca y lleva una bufanda de seda negra.
Fecha, del 25 de enero de 1782. Cancillería evangélica de Glarus

## Inspiración
Su historia fue retomada en una película de 1991: Anna Göldin, die letzte Hexe (Anna Göldin, la última bruja).
Varios libros le han sido dedicados, como el de Eveline Hasler (ISBN 2-88108-128-2).
Una pieza de música para fanfarria ha sido escrita por el compositor de Friburgo Jean-Claude Kolly en 1996.

## Exonerada
El cantón suizo de Glarus exoneró oficialmente en agosto de 2008 a Anna Göldin por "Juicio ilegal". Una declaración de la administración de Glarus, indicó que el consejo de la Iglesia Reformada encargada del juicio no tenía autoridad legal alguna y decidió de modo anticipado que la mujer era culpable. Además inscribe que Göldin fue ejecutada cuando la ley no imponía la pena capital por envenenamiento no letal.